# Alfred Zenns
Alfred Zenns (* 4. Januar 1880 in Landshut; † 4. September 1960 in München) war ein deutscher Bauingenieur und Hochschullehrer.
Zenns promovierte nach seinem Studium zum Doktor-Ingenieur (Dr.-Ing.). Ende der 1920er Jahre arbeitete er freiberuflich gemeinsam mit dem Bauingenieur Otto Streck in München (Ingenieurbüro „Zenns und Streck“). Nachdem er von 1936 bis 1939 als Lehrbeauftragter an der Technischen Hochschule München tätig gewesen war, übernahm er dort 1939 den Lehrstuhl für Hochbaustatik, Stahlbeton-, Stahl- und Holzbau. Von 1945 bis 1948 war er zudem Leiter des Materialprüfungsamtes für das Bauwesen der Technischen Hochschule München. Seine Entpflichtung wegen Erreichens der Altersgrenze erfolgte 1949.
Seine letzte Ruhestätte fand er auf dem Münchener Waldfriedhof.

## Quelle
- Kürschners deutscher Gelehrten-Kalender, 7. Jg., 1950.
- Technische Hochschule München, Bund der Freunde der Technischen Hochschule München: Jahrbuch.  C. Wolf & Sohn., München, 1960, S. 22.